# 施氏果属
施氏果（Schmeissneria Kirchner and Van Konijenburg-Van Cittert,1994）是一类已灭绝的早期被子植物。施氏果属是施氏果科下唯一的一属，生存于早侏罗世至中侏罗世，分布区相当于今日中国辽西地区和德国。本属的模式种是小穗施氏果（Schmeissneria microstachys）。